# Katharina Müller (Franziskanerin)
Katharina Müller, Ordensname Schwester Anselma FBMVA (* 17. Januar 1903 in Langscheid bei Hausen; † 11. Juni 1994 im Kloster Marienhaus bei Waldbreitbach) war eine katholische Ordensschwester. Während der Zeit des Nationalsozialismus versteckte sie mit hohem persönlichem Einsatz zwischen 1941 und 1945 eine konvertierte Jüdin und bewahrte sie vor dem Holocaust.

## Leben
Schwester Anselma war die Tochter eines Landwirts und trat am 1. Mai 1923 als Novizin in den Orden der Waldbreitbacher Franziskanerinnen ein. Nach einer hauswirtschaftlichen Ausbildung legte sie 1928 das Krankenpflegeexamen ab. Danach war sie in verschiedenen Filialen der Ordensgemeinschaft, unter anderem in Sinzig, Klotten, Hermeskeil und Neuerburg, als Krankenschwester und Hausoberin tätig.
1939 waren einige Waldbreiter Schwestern mit 80 Senioren nach Germete evakuiert worden, nachdem ihre Niederlassung in Ürzig kriegsbedingt aufgegeben werden musste. Schwester Anselma war dort Hausoberin und versteckte eine Neuwieder Jüdin, die zum katholischen Glauben übergetreten war, ab 1941 vor der Gestapo. Da sie sich des Risikos auch für sich selbst dabei bewusst war, hatte sie weder die Mitarbeiter noch ihre Mitschwestern darüber informiert. Da sie die Frau nicht in die Patientenkartei aufnehmen konnte, hatte sie auch keine Lebensmittel- und Kleiderkarten für sie. Als die Frau erkrankte, war es ihr lange Zeit nicht möglich, einen Arzt zu finden, der bereit war, das auch für ihn darin bestehende Risiko einer Behandlung einzugehen. Als die Frau schon in Lebensgefahr schwebte, fand sie endlich einen in Warburg stationierten Offizier, der ihr Medikamente besorgte. Unter hohem persönlichem Einsatz und unter ständiger Angst vor Entdeckung schaffte es Schwester Anselma, die Frau zu verstecken, bis Germete von der US Army befreit wurde. Diese kehrte danach zu ihrer Familie nach Neuwied zurück.
Nach dem Krieg arbeitete Schwester Anselma weiter als Krankenschwester, bis sie 1980 im Alter von 77 Jahren in den Ruhestand ging. Diesen verbrachte sie bis zu ihrem Tod 1994 im Stammhaus der Waldbreitbacher Schwestern.